# Schönenberg (Nieheim)

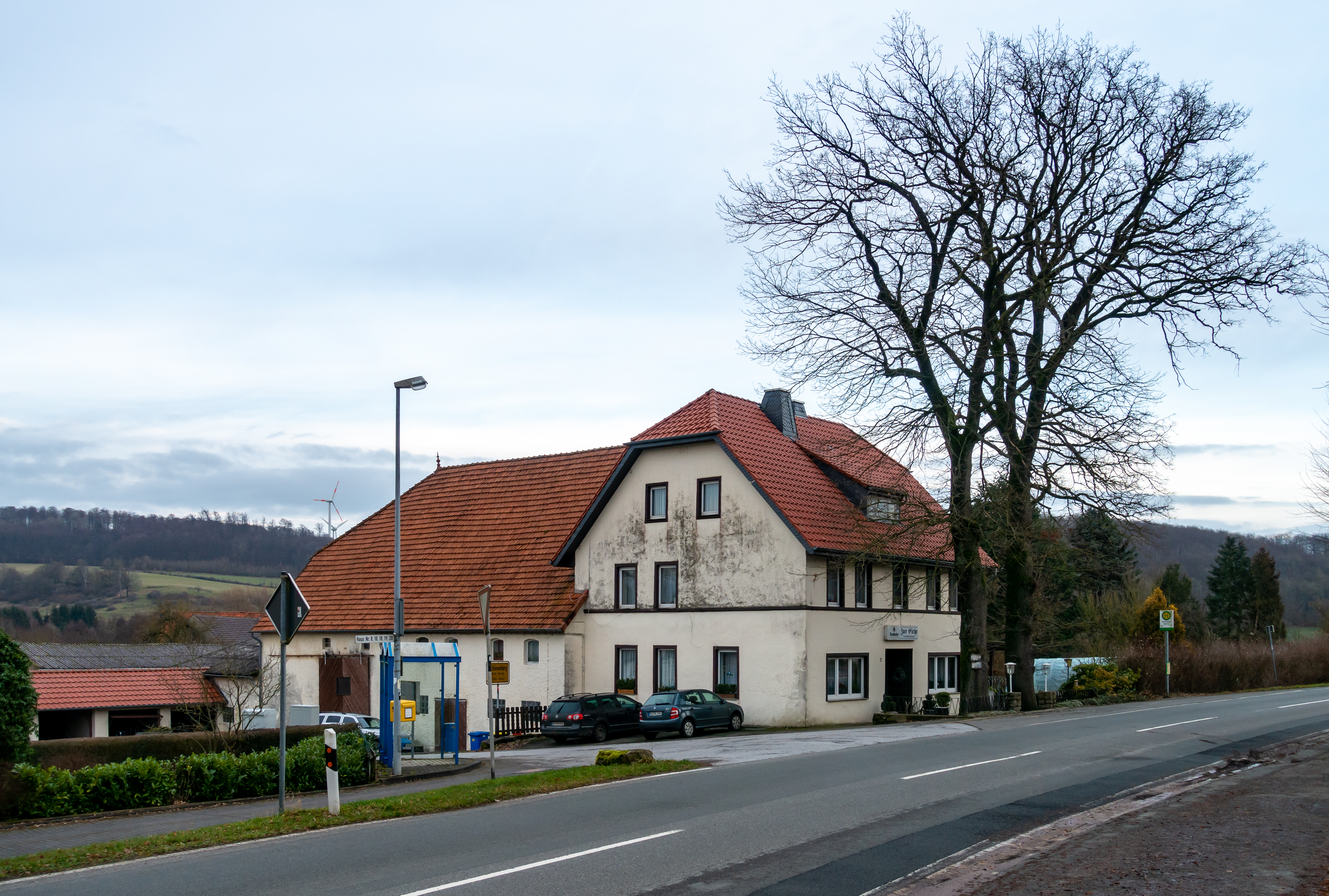
Ortseingang von Schönenberg

Schönenberg ist ein Ortsteil der ostwestfälischen Stadt Nieheim im Kreis Höxter in Nordrhein-Westfalen. Sie liegt im Weserbergland. Bis zur Eingemeindung nach Nieheim war der Ort selbständige Gemeinde im Amt Nieheim. Sie ist die kleinste Ortschaft der Stadt Nieheim. 

## Geschichte
Der Ort Schönenberg wurde 1299 erstmals urkundlich erwähnt. Schönenberg gehörte bis zu den Napoleonischen Kriegen zur Richterei Nieheim im Hochstift Paderborn. Im Königreich Westphalen bildete Schönenberg von 1807 bis 1813 eine Gemeinde im Kanton Nieheim des Distrikts Höxter im Departement der Fulda und fiel dann an Preußen. 1816 kam die Gemeinde zum neuen Kreis Brakel, der 1832 im Kreis Höxter aufging. Im Kreis Höxter gehörte Schönenberg zum Amt Nieheim, das bis in die 1930er Jahre mit dem Amt Steinheim das Doppelamt Nieheim-Steinheim bildete.
Am 1. Januar 1970 wurde Schönenberg durch das Gesetz zur Neugliederung des Kreises Höxter vom 2. Dezember 1969 mit der damaligen Stadt Nieheim und den übrigen Gemeinden des Amtes Nieheim zur neuen Stadt Nieheim zusammengeschlossen.

### Einwohnerentwicklung
| Jahr   | Ew. |
| ------ | --- |
| 1835   | 95  |
| 19250. | 98  |
| 19330. | 100 |
| 1939   | 74  |
| 1961   | 62  |
| 19690. | 60  |
| 20150. | 54  |
| 2017   | 52  |
| 2018   | 51  |
| 2019   | 49  |
| 2020   | 47  |